# ESEA League

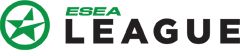
Az ESEA Liga logója

E-Sports Entertainment Association League (ESEA League) egy internetes videójáték bajnokság az eSports világában, amit az E-Sports Entertainment Association (ESEA) alapított. A vállalat széles körben ismert a csalás elleni szoftvereiről. Az ESEA olyan rendszerrel rendelkezik, amely lehetővé teszi, hogy a játékosok képességüknek megfelelő ellenféllel tudjanak játszani.

## Történelem
Az ESEA League 2003-ban kezdett el tapasztalatokat szerezni a játékélmény fejlesztése érdekében, a Half-Life, a Counter-Strike és a Warcraft III játékában. Az ESEA 2004-ben létrehozta az első profi fantasy e-sport bajnokságot. Az ESEA a Counter-Strike-al kezdte meg a pályafutását, de később hozzáadta a Team Fortress 2 (TF2) játékot, amely a „ Free-to-play ” játékhoz való alkalmazkodás után egyre népszerűbb lett.

## Közvetítés
Az ESEA League játékokat a rajongók figyelemmel követhetik az internetes közvetítéseken. Ilyenek például, az eXtv, a Nova Spivack Live Matrix, a TeamFortress.tv, a Twitch csatornákon és a YouTube klipjein keresztül. Az éves szponzorált ESEA League LAN döntőjét Dallasban, Texasban tartják.

## Bitcoin bányászat incidens
2013. május 1-jén egy felhasználó arról számolt be, hogy az ESEA csalóellenes szoftverét arra használják, hogy abból bitcoinokat bányásszanak a felhasználó beleegyezése nélkül. Ezt megerősítette az ESEA együttes alapítója, az „lpkane” Thunberg, két további fórum-hozzászólásban. A felfedezés időpontjától a bánycoinok kinyert dollárértéke 3 713,55 dollár volt.

## Közel-keleti régió
2017-ben a cég bejelentette, hogy új bővítést kínál a CS:GO közösségnek a Közel-Keleten. 2018 áprilisában az ESEA bejelentette a Rank S osztályt az adott régió játékosai számára, majd májusban az ESEA bejelentette az első CS: GO Ligát a Közel-Kelet csapatok számára.